# US Lecce
US Lecce, egentligen Unione Sportiva Lecce, bildad 1908, fotbollsklubb från Lecce i Italien. Klubben spelar för närvarande i Serie A.

## Spelare

### Truppen 2022/2023
| Nr | Land      | Pos | Namn                                       |
| -- | --------- | --- | ------------------------------------------ |
| 1  | Italien   | MV  | Marco Bleve                                |
| 3  | Albanien  | F   | Kastriot Dermaku                           |
| 4  | Turkiet   | F   | Mert Çetin (lån från Hellas Verona)        |
| 5  | Kroatien  | F   | Marin Pongračić (lån från Wolfsburg)       |
| 6  | Italien   | F   | Federico Baschirotto                       |
| 7  | Norge     | MF  | Kristoffer Askildsen (lån från Sampdoria)  |
| 8  | Kroatien  | MF  | Kristijan Bistrović (lån från CSKA Moskva) |
| 9  | Italien   | A   | Lorenzo Colombo (lån från Milan)           |
| 11 | Italien   | A   | Federico Di Francesco                      |
| 12 | Rumänien  | MV  | Alexandru Borbei                           |
| 13 | Italien   | F   | Alessandro Tuia                            |
| 14 | Island    | MF  | Þórir Jóhann Helgason                      |
| 16 | Spanien   | F   | Joan Gonzàlez                              |
| 17 | Frankrike | F   | Valentin Gendrey                           |
| 19 | Polen     | A   | Marcin Listkowski                          |
| 20 | Tjeckien  | MF  | Daniel Samek                               |
| 21 | Italien   | MV  | Federico Brancolini                        |
| 22 | Zambia    | A   | Lameck Banda                               |
| 23 | Sverige   | MF  | John Björkengren                           |

| Nr | Land      | Pos | Namn                                   |
| -- | --------- | --- | -------------------------------------- |
| 25 | Italien   | F   | Antonino Gallo                         |
| 26 | Italien   | F   | Mattia Ciucci                          |
| 27 | Brasilien | MF  | Gabriel Strefezza                      |
| 28 | Frankrike | MF  | Rémi Oudin (lån från Bordeaux)         |
| 29 | Frankrike | MF  | Alexis Blin                            |
| 30 | Italien   | MV  | Wladimiro Falcone (lån från Sampdoria) |
| 31 | Sverige   | A   | Joel Voelkerling Persson               |
| 34 | Finland   | MF  | Eetu Mömmö                             |
| 35 | Rumänien  | MF  | Cătălin Vulturar                       |
| 36 | Finland   | MV  | Jasper Samooja                         |
| 42 | Danmark   | MF  | Morten Hjulmand (Lagkapten)            |
| 70 | Belgien   | F   | Rob Nizet                              |
| 77 | Gambia    | A   | Assan Ceesay                           |
| 80 | Albanien  | MF  | Medon Berisha                          |
| 83 | Belgien   | F   | Mats Lemmens                           |
| 93 | Frankrike | F   | Samuel Umtiti (lån från Barcelona)     |
| 97 | Italien   | F   | Giuseppe Pezzella (lån från Parma)     |
| 99 | Spanien   | A   | Pablo Rodríguez                        |

### Berömda spelare i klubben genom åren
- Antonio Conte
- Javier Chevantón
- Juan Cuadrado
- Guillermo Giacomazzi
- Fabrizio Miccoli
- Luis Muriel
- Massimo Oddo
- Dimitris Papadopoulos
- Pedro Pablo Pasculli
- Graziano Pellè
- Nenad Tomović
- Mirko Vučinić
- Gheorghe Popescu
- Sebastjan Cimirotič
- Klas Ingesson

## Meriter
- Segrare Serie B: 1

2009-2010
- Segrare Serie C: 3

1945-1946, 1975-1976, 2017-2018
- Segrare Serie C1: 1

1995-1996
- Segrare Coppa Italia Serie C: 1

1975-76